# Landolphia tenuis
Landolphia tenuis är en oleanderväxtart som beskrevs av Jumelle. Landolphia tenuis ingår i släktet Landolphia och familjen oleanderväxter. Inga underarter finns listade i Catalogue of Life.